# Benn Fields
Benn Fields (* 17. Dezember 1954) ist ein ehemaliger US-amerikanischer Hochspringer.
1979 gewann er Silber bei den Panamerikanischen Spielen in San Juan.
1980 verhinderte der US-Boykott eine Teilnahme an den Olympischen Spielen in Moskau. Er siegte beim ersatzweise abgehaltenen Liberty Bell Classic.
1979 wurde er US-Hallenmeister.
Seine persönliche Bestleistung von 2,30 m stellte er am 1. November 1978 in Valparaíso auf.